# Hedeskoga
Hedeskoga är en bebyggelse i Ystads kommun och kyrkby i Hedeskoga socken i Skåne, belägen strax nordväst om Ystad. Hedeskoga var av SCB till 2023 avgränsad som en separat tätort för att 2023 klassas som en del av tätorten Ystad.
Väster om Hedeskoga ligger Bjersjöholmskogen. I denna skog finns bland annat ett naturreservat och Bjersjöholms två slott.
Hedeskoga är även känd för att vara platsen för en av endast nio observerade meteoritnedslag i Sverige, den s.k. Hedeskogameteoriten.

## Befolkningsutveckling
| Befolkningsutvecklingen i Hedeskoga 1970–2020 | Befolkningsutvecklingen i Hedeskoga 1970–2020 | Befolkningsutvecklingen i Hedeskoga 1970–2020 | Befolkningsutvecklingen i Hedeskoga 1970–2020 | Befolkningsutvecklingen i Hedeskoga 1970–2020 |
| --------------------------------------------- | --------------------------------------------- | --------------------------------------------- | --------------------------------------------- | --------------------------------------------- |
|                                               |                                               |                                               |                                               |                                               |
| År                                            |                                               |                                               | Folkmängd                                     | Areal (ha)                                    |
| 1970                                          | 1970                                          |                                               | 274                                           |                                               |
| 1975                                          | 1975                                          |                                               | 270                                           |                                               |
| 1980                                          | 1980                                          |                                               | 246                                           |                                               |
| 1990                                          | 1990                                          |                                               | 283                                           | 19                                            |
| 1995                                          | 1995                                          |                                               | 271                                           | 19                                            |
| 2000                                          | 2000                                          |                                               | 271                                           | 19                                            |
| 2005                                          | 2005                                          |                                               | 280                                           | 18                                            |
| 2010                                          | 2010                                          |                                               | 282                                           | 18                                            |
| 2015                                          | 2015                                          |                                               | 273                                           | 20                                            |
| 2020                                          | 2020                                          |                                               | 252                                           | 20                                            |
| Anm.: Ny tätort 1970                          |                                               |                                               |                                               |                                               |

## Samhället
I orten ligger Hedeskoga kyrka, en lågstadieskola, Hedeskoga skola, med fritidshem samt bilvårdsfirman Ditecs lokaler.
I Hedeskogas sydvästra del (väster om skolan, bredvid skyddsrummet) finns en fjärrvärmepanna som drivs av metangas från återvinningsanläggningen. Denna förser bland annat Hedeskoga skola, de nybyggda (byggda under slutet av 00-talet och under 10-talet) villorna i Källesjö samt en del av villorna i Hedeskoga (de som valt att ansluta sig till fjärrvärmenätet) med värme.
Hedeskogavägen är den enda in- och utfarten till Hedeskoga för motorfordon och går från Sjöbovägen (Väg 13) i Öster till Källesjövägen i söder som i västlig riktning fortsätter till E65:an.